# Campionati mondiali di canoa/kayak 1991
I 24esimi Campionati mondiali di canoa/kayak si sono svolti a Parigi (Francia) dal 21 al 25 agosto 1991.

## Medagliere
| Pos. | Paese            | Oro | Argento | Bronzo | Totale |
| ---- | ---------------- | --- | ------- | ------ | ------ |
| 1    | Germania         | 8   | 4       | 4      | 16     |
| 2    | Ungheria         | 4   | 5       | 3      | 12     |
| 3    | Unione Sovietica | 4   | 2       | 2      | 8      |
| 4    | Francia          | 1   | 2       | 2      | 5      |
| 5    | Italia           | 1   | 2       | 0      | 3      |
| 6    | Norvegia         | 1   | 1       | 1      | 3      |
| 7    | Spagna           | 1   | 1       | 0      | 2      |
| 8    | Stati Uniti      | 1   | 0       | 1      | 2      |
| 9    | Canada           | 1   | 0       | 0      | 1      |
| 10   | Bulgaria         | 0   | 2       | 1      | 3      |
| 11   | Australia        | 0   | 2       | 0      | 2      |
| 12   | Svezia           | 0   | 1       | 2      | 3      |
| 13   | Romania          | 0   | 1       | 0      | 1      |
| 14   | Gran Bretagna    | 0   | 0       | 2      | 2      |
| 14   | Cecoslovacchia   | 0   | 0       | 2      | 2      |
| 16   | Cina             | 0   | 0       | 1      | 1      |

## Medaglie Canoa

### C1 500m
| Posizione | Atleta           | Paese            | Tempo |
| --------- | ---------------- | ---------------- | ----- |
|           | Michał Śliwiński | Unione Sovietica |       |
|           | Nikolay Bukhalov | Bulgaria         |       |
|           | Olaf Heukrodt    | Germania         |       |

### C1 1000m
| Posizione | Atleta            | Paese            | Tempo |
| --------- | ----------------- | ---------------- | ----- |
|           | Ivans Klementjevs | Unione Sovietica |       |
|           | Nikolay Bukhalov  | Bulgaria         |       |
|           | Matthias Röder    | Germania         |       |

### C1 10000m
| Posizione | Atleta            | Paese            | Tempo |
| --------- | ----------------- | ---------------- | ----- |
|           | Zsolt Bohács      | Ungheria         |       |
|           | Ivans Klementjevs | Unione Sovietica |       |
|           | Andrew Train      | Regno Unito      |       |

### C2 500m
| Posizione | Atleta                             | Paese            | Tempo |
| --------- | ---------------------------------- | ---------------- | ----- |
|           | Attila Pálizs Attila Szabó         | Ungheria         |       |
|           | Nicolae Juravschi Viktor Renejskij | Unione Sovietica |       |
|           | Olivier Boivin Sylvian Hoyer       | Francia          |       |

### C2 1000m
| Posizione | Atleta                          | Paese            | Tempo |
| --------- | ------------------------------- | ---------------- | ----- |
|           | Ulrich Papke Ingo Spelly        | Germania         |       |
|           | Olivier Boivin Sylvian Hoyer    | Francia          |       |
|           | Nicolae Juravschi Sylvian Hoyer | Unione Sovietica |       |

### C2 10000m
| Posizione | Atleta                             | Paese       | Tempo |
| --------- | ---------------------------------- | ----------- | ----- |
|           | István Gyulay Pal Petervari        | Ungheria    |       |
|           | Gheorghe Andriev Romice Haralambie | Romania     |       |
|           | Andrew Train Stephen Train         | Regno Unito |       |

### C4 500m
| Posizione | Atleta                                                        | Paese            | Tempo |
| --------- | ------------------------------------------------------------- | ---------------- | ----- |
|           | Yurii Gurin Nicolae Juravschi Viktor Renejskij Valeriy Veshko | Unione Sovietica |       |
|           | Benoit Bernard Joel Bettin Philippe Renaud Pascal Sylvoz      | Francia          |       |
|           | Axel Berndt Andreas Dittmer Sven Montag Thomas Zereske        | Germania         |       |

### C4 1000m
| Posizione | Atleta                                                          | Paese            | Tempo |
| --------- | --------------------------------------------------------------- | ---------------- | ----- |
|           | Yurii Gurin Nicolae Juravschi Viktor Renejskij Valeriy Veshko   | Unione Sovietica |       |
|           | Olaf Heukrodt Sven Montag Ulrich Papke Ingo Spelly              | Germania         |       |
|           | Nikolay Bukhalov Trajtcho Draganov Parisji Lubanov Dejan Slavov | Bulgaria         |       |

## Medaglie Kayak

### K1 500m
| Posizione | Atleta        | Paese    | Tempo |
| --------- | ------------- | -------- | ----- |
|           | Renn Chriclow | Canada   |       |
|           | Knut Holmann  | Norvegia |       |
|           | Zsolt Gyulai  | Ungheria |       |

| Posizione | Atleta          | Paese    | Tempo |
| --------- | --------------- | -------- | ----- |
|           | Katrin Borchert | Germania |       |
|           | Rita Kőbán      | Ungheria |       |
|           | Josefa Idem     | Italia   |       |

### K1 1000m
| Posizione | Atleta        | Paese       | Tempo |
| --------- | ------------- | ----------- | ----- |
|           | Knut Holmann  | Norvegia    |       |
|           | Ferenc Csipes | Ungheria    |       |
|           | Greg Barton   | Stati Uniti |       |

### K1 5000m
| Posizione | Atleta          | Paese     | Tempo |
| --------- | --------------- | --------- | ----- |
|           | Josefa Idem     | Italia    |       |
|           | Anna Wood       | Australia |       |
|           | Katrin Borchert | Germania  |       |

### K1 10000m
| Posizione | Atleta           | Paese       | Tempo |
| --------- | ---------------- | ----------- | ----- |
|           | Greg Barton      | Stati Uniti |       |
|           | Beniamino Bonomi | Italia      |       |
|           | Morten Varsen    | Norvegia    |       |

### K2 500m
| Posizione | Atleta                              | Paese    | Tempo |
| --------- | ----------------------------------- | -------- | ----- |
|           | Juan Josè Roman Josè Manuel Sanchez | Spagna   |       |
|           | Kay Bluhm Torsten Gutsche           | Germania |       |
|           | Ferenc Csipes Zsolt Gyulai          | Ungheria |       |

| Posizione | Atleta                        | Paese    | Tempo |
| --------- | ----------------------------- | -------- | ----- |
|           | Ramona Portwich Anke Von Seck | Germania |       |
|           | Éva Dónusz Erika Mészáros     | Ungheria |       |
|           | Agneta Andersson Anna Olsson  | Svezia   |       |

### K2 1000m
| Posizione | Atleta                              | Paese    | Tempo |
| --------- | ----------------------------------- | -------- | ----- |
|           | Kay Bluhm Torsten Gutsche           | Germania |       |
|           | Josè Manuel Sanchez Juan Josè Roman | Spagna   |       |
|           | Akos Angyal Bela Petrovics          | Ungheria |       |

### K2 5000m
| Posizione | Atleta                             | Paese    | Tempo |
| --------- | ---------------------------------- | -------- | ----- |
|           | Ramona Portwich Anke Von Seck      | Germania |       |
|           | Maria Haglund Susanne Rosenqvist   | Svezia   |       |
|           | Bernadette Bregeon Sabine Goetschy | Francia  |       |

### K2 10000m
| Posizione | Atleta                            | Paese          | Tempo |
| --------- | --------------------------------- | -------------- | ----- |
|           | Philippe Boccara Pascal Boucherit | Francia        |       |
|           | Kay Bluhm Torsten Gutsche         | Germania       |       |
|           | Robert Erban Juraj Kadnar         | Cecoslovacchia |       |

### K4 500m
| Posizione | Atleta                                                     | Paese            | Tempo |
| --------- | ---------------------------------------------------------- | ---------------- | ----- |
|           | Detlef Hoffmann Oliver Kegel Thomas Reineck André Wohllebe | Germania         |       |
|           | Attila Ábrahám Attila Adam Attila Androvicz László Fidel   | Ungheria         |       |
|           | Sergej Galkov Oleg Gorobij Sergej Kirsanov Andrej Plitkin  | Unione Sovietica |       |

| Posizione | Atleta                                                     | Paese    | Tempo |
| --------- | ---------------------------------------------------------- | -------- | ----- |
|           | Katrin Borchert Ramona Portwich Monika Bunke Anke Von Seck | Germania |       |
|           | Éva Dónusz Katalin Gyulay Rita Kőbán Erika Mészáros        | Ungheria |       |
|           | Quing-Lian Lui Meng-Hua Ning Jing Wang Yang-Fang Wen       | Cina     |       |

### K4 1000m
| Posizione | Atleta                                                     | Paese          | Tempo |
| --------- | ---------------------------------------------------------- | -------------- | ----- |
|           | Attila Ábrahám Ferenc Csipes László Fidel Zsolt Gyulai     | Ungheria       |       |
|           | Detlef Hoffmann Oliver Kegel Thomas Reineck André Wohllebe | Germania       |       |
|           | Karol Becker Richard Botlo Karel Hrudik Michael Matus      | Cecoslovacchia |       |

### K4 10000m
| Posizione | Atleta                                                     | Paese     | Tempo |
| --------- | ---------------------------------------------------------- | --------- | ----- |
|           | Thomas Reineck Oliver Kegel André Wohllebe Detlef Hoffmann | Germania  |       |
|           | Ramon Andersson Clint Robinson Ian Rowling Steven Wood     | Australia |       |
|           | Jonas Fager Pablo Grate Gunnar Olsson Peter Orban          | Svezia    |       |